# Words for Love
Words for Love (hebr.: Milim la'ahawa, מילים לאהבה) – utwór izraelskiego wokalisty Li’ora Narkisa, napisany przez Joniego Roehe'a i Jossija Gispana, nagrany i wydany w 2003 roku na ósmym albumie studyjnym artysty pt. Milim la'ahawa.

## Historia utworu

### Nagrywanie
Muzyka do utworu została skomponowana w 2003 roku przez Joniego Rohe'a, słowa napisał natomiast Jossij Gispan. Zainteresowanie napisaniem konkursowej propozycji dla piosenkarza wykazał także Czwika Pick, kompozytor przeboju „Diva” Dany International, z którym piosenkarka wygrała 43. Konkursu Piosenki Eurowizji w 1998 roku. Numer został zachowany w stylu latynosko-hiszpańskim. W refrenie piosenki pojawia się zwrot Kocham Cię w pięciu różnych językach: hebrajskim (Ani ohew otach), angielskim (I Love You), greckim (S'agapo), francuskim (Je t'aime) i włoskim (Te amo).

### Wykonania na żywo: Konkurs Piosenki Eurowizji
Utwór reprezentował Izrael podczas 48. Konkursu Piosenki Eurowizji w 2003 roku, wygrywając w styczniu specjalny koncert eliminacyjny Kdam, podczas którego wybrana została konkursowa propozycja dla oddelegowanego wewnętrznie przez nadawcę Israel Broadcasting Authority (IBA) Liora Narkisa. Singiel został wybrany spośród czterech propozycji. 
Po koncercie eliminacyjnym wokalista wyruszył w trasę promocyjną z nową, przearanżowaną wersją singla. W finale Konkursu Piosenki Eurowizji, który odbył się 24 maja, propozycja zdobyła łącznie 17 punktów i zajęła 19. miejsce w końcowej klasyfikacji. Podczas występu Narkisowi towarzyszyły tancerki, w tym m.in. Meital Patash i Maya Avidan.